# 徳光和夫 とくモリ!歌謡サタデー
『徳光和夫 とくモリ!歌謡サタデー』（とくみつかずお とくモリ!かようサタデー）は、ニッポン放送で2010年（平成22年）7月3日から放送されている音楽バラエティ番組。

## 概要
ニッポン放送は、土曜の早朝枠を同局アナウンサーが担当するバラエティ番組を編成して来たが、2010年下半期番組編成にて、土曜の早朝番組枠と朝の番組枠を統合し、同局ヘビーリスナーでもある、タレントでフリーアナウンサーの徳光を起用し、「『笑いあり!』『涙あり!』 週末のオトナの遊び心をくすぐる実感ラジオ」をコンセプトに早朝番組のメイン層であるシニア層がメインとなる演歌、歌謡曲を中心に楽曲を流しながら、番組を進行する。
徳光はかつてラジオ日本でミニ番組を担当し、ニッポン放送では特別番組で『アッコ・徳光のラジオ紅白歌合戦』を受け持った経験があるが、冠番組であるワイド番組を受け持つのは当番組が初となる。
番組開始以後、2011年4月9日放送分から、放送時間尺が30分短縮し、2012年10月6日放送分から番組開始時刻が30分繰り上がり、2021年現在の開始時間に変更。その後、2014年上半期番組編成にて、徳光の体力的負担軽減等の理由を鑑み、午前放送枠を分離させて、『八木亜希子 Cafeどようび』を番組開始。それに伴い、当該番組の放送時間は2時間40分迄縮減する事となった。

## 出演者

### パーソナリティ
- 徳光和夫（タレント、フリーアナウンサー、元日本テレビアナウンサー） - 2010年7月3日 -

### アシスタント
- 石川みゆき（フリーアナウンサー、元ニッポン放送アナウンサー） - 2010年7月3日 -

### ニュースデスク
- 佐藤哲也（フリーアナウンサー） - 2022年5月7日 -

### その他出演者

#### 代理パーソナリティ
- 羽鳥慎一[2]（フリーアナウンサー、元日本テレビアナウンサー） - 2011年5月14日
- 松本秀夫（当時：ニッポン放送アナウンサー） - 2011年8月20日
- 宮根誠司[注 3]（フリーアナウンサー、元朝日放送アナウンサー） - 2012年6月16日
- 草野仁（フリーアナウンサー、タレント、元NHKアナウンサー） - 2014年1月11日、9月27日

### 過去の出演者
- 大道典嘉（元プロ野球選手、福岡ソフトバンクホークス、読売ジャイアンツ選手、当時：ニューヨーク・ヤンキース傘下1A巡回コーチ）※「勝負一発!徳さんの夢プレゼント」コメンテーター
- 直居由美里（風水建築デザイナー）※「ユミリーのとくモリ!風水」
- 生駒佳与子（プロゴルファー）※「聴いとく!ゴルフレッスン」コメンテーター
- 服巻浩司（声優）※「いきいき元気」担当

#### リポーター
- 福島和可菜（タレント）※「21世紀少年! オトナだって遊び隊」、「とくモリ遊び隊」リポーター
- ひろたみゆ紀（当時：フリーアナウンサー）※「福島の後をついで」、「5時間中継企画 東京遊びんピック」リポーター
- 酒井瞳（アイドリング!!!）※「21世紀少年!オトナだって遊び隊」リポーター - 2010年7月17日 -  2011年7月16日

#### ニュースデスク
- 三島通義（当時：ニッポン放送報道部記者） - 2010年7月3日 - 2012年7月21日
- 岡宏（ニッポン放送 報道部副部長兼記者） - 2012年7月28日 - 8月25日
- 河内孝博（フリーアナウンサー、ニッポン放送報道部契約アナウンサー） - 2012年9月1日 - 2014年3月29日
- 小笠原聖（同上） - 2017年6月24日 - 2020年11月7日
- 山本剛士（ニッポン放送報道部アナウンサー） - 2014年4月5日 - 2017年6月17日、2020年11月14日 -2022年4月30日

## 放送時間

### 2021年現在
- 土曜：5:00 - 7:40 - 2014年4月5日 -

### 過去
- 土曜日：5:00 - 7:40、8:30 - 10:50※『Good Music Saturday!』が間に編成 - 2010年7月3日 - 2011年4月2日、
- 土曜日：5:30 - 7:40、8:30 - 10:50※『Good Music Saturday!』が間に編成 - 2011年4月3日 - 2012年9月29日
- 土曜日：5:00 - 7:40、8:30 - 10:50※『Good Music Saturday!』が間に編成 - 2012年10月6日 - ???
- 土曜日：5:00 - 7:30、8:30 - 10:50※『Music Machine Go! Go!☆』が間に編成 - ??? - 2014年3月29日

### 放送時間の変更
2010年
- 12月25日：『第36回ラジオ・チャリティー・ミュージックソン』編成のため、番組休止

2012年
- 8月11日：『ロンドンオリンピック 男子サッカー 日本×韓国』実況中継（3:40 - 6:00） 編成のため、30分短縮の6:00から番組開始された

2020年
- 8月15日：特別番組『戦後75年「私の八月十五日」～俳優 高倉健の想いがつないだ人々の証言～[3]』（6:30 - 7:30）編成のため、濃縮バージョンに短縮。また、別途同年7月3日にレギュラー放送が終了した『有楽町930ステーション』（7:30 - 7:40）を臨時で編成

2021年
- 12月25日：『第47回ラジオ・チャリティー・ミュージックソン』編成のため、番組休止

2023年
- 2月18日：『オールナイトニッポン55周年記念 オールナイトニッポン55時間スペシャル 「カメ＆アンコーのオールナイトニッポン」（5:00 - 7:00）および「小林克也のオールナイトニッポン」（7:00 - 9:00）』の放送のため番組休止。

## タイムテーブル

### 現在
2022年12月31日時点
| タイムテーブル 5時台 | タイムテーブル 5時台                                | タイムテーブル 5時台 |
| 時刻                 | 内容                                                | 備考 |
| -------------------- | --------------------------------------------------- | --- |
| 5:00.00              | オープニング                                        | 徳光と石川が挨拶しトーク 冒頭の挨拶で『三四郎のオールナイトニッポン0(ZERO)』放送直後の為、 霜降り明星や三四郎の話題を列挙する 放送週に起きたエピソードを交えながら、放送回の内容紹介、 リスナーメッセージの呼び込み |
| 5:08.00              | 5時のニッポン放送ニュース・天気予報                 | |
| 5:15.00              | 今週のトクートピック                                | 徳光が1週間の出来事の中で気になったヒトや自身が出演した番組について裏側を語る。主にこのコーナーやオープニング、朝刊ウォッチングでの徳光の発言が放送直後にスポーツ紙のネットニュースになる事が多い。 |
| 5:25.00              | 心のともしび                                        | 内包番組ゾーン |
| 5:30.00              | わが青春の歌謡曲                                    | 週替わりのアーティスト特集 |
| 5:42.00              | 有楽町レコメンド                                    | 時間がある時のみ。概ねワンコーラス。 |
| 5:45.00              | 夜明けのムード歌謡                                  | 2014年11月スタートしたコーナーで、「わが青春の歌謡曲」でムード歌謡を特集した際に 好評だったため単独コーナー化。 徳光が「スナック ムード歌謡」のマスター、石川が女性客という設定で声色を変えて寸劇を しつつ、リスナーからのリクエスト楽曲紹介の後に楽曲を流す。 「ムード歌謡」とはついているが、ムード歌謡のみならず、歌謡歌手が歌うジャズなども取り上げることがある。 |
| 6時台                |                                                     | |
| 時刻                 | 内容                                                | 備考 |
| 6:00.00              | 6時台オープニング                                   | 2014年5月3日より冒頭は曲をかけているが、この後に放送される 「あの時代へズームイン!! 歌のトップ3」でピックアップする年に流行していた 洋楽からピックアップしていたが、 2020年4月からはリスナーメッセージ紹介に変更。 |
| 6:10.30              | 6時のニッポン放送ニュース・天気予報                 | |
| 6:15.00              | 朝刊ウォッチング                                    | 放送日当日のスポーツ紙、日刊全国紙朝刊から気になる記事をピックアップする 一時期芸能ニュースを紹介しなくなった代わりに一般紙から気になるトピックを 紹介する形をとっていたが、 一般紙の要素は薄れていき、スポーツ新聞の一面を チェックし、 芸能面や裏一面から取り上げた後、 徳光が記事を紹介する。 「ジャイアンツおやじ」らしくスポーツ報知を始めとするスポーツ紙から ジャイアンツ選手の裏話を拾うこともあるが、 ジャイアンツ以外のスポーツ選手や自身とかかわりの ある芸能人の裏話を新聞から拾うことも多い。BGMはT-SQUAREの楽曲。 |
| 6:21.00              | お知らせ or 有楽町レコメンド                        | ニッポン放送、または番組からのお知らせ。 それらがなく、時間的余裕があるときは「有楽町レコメンド」。概ねワンコーラス。 |
| 6:22.00              | 勝負一発!徳さんの夢プレゼント                       | 大穴馬券予想が信条の徳光が、毎週末に行われる競馬のレースをそれぞれ1万円の軍資金を 元手に予想をし、その予想が的中の場合、メッセージを送ったリスナーの中から1名に 「夢プレゼント」としてプレゼントされる |
| 6:28.00              | あの時代へズームイン!歌のTOP3                       | ある特定の年のヒット曲3曲をカウントダウン方式で紹介する。また1位の前に4位以下になっていた曲も簡単に紹介する。 |
| 6:40.00              | 徳さんの千客万来 Part1                              | 2015年4月4日から開始した、ゲストとのトークコーナー 早朝番組のため、生出演では無く殆どが録音形式を取っている |
| 6:53.00              | ニッポン放送ニュース・天気予報                      | |
| 6:56.00              | ニッポン放送交通情報（警視庁）                      | |
| 7時台                |                                                     | |
| 時刻                 | 内容                                                | 備考 |
| 7:00.00              | 徳さんの千客万来 Part2                              | ゲストとのトークコーナーパート後半分 |
| 7:15.00              | 万葉倶楽部グループプレゼンツ 徳さんの私だけの記念日 | リスナーから、そのものズバリ「私だけの記念日」を受け付ける。 |
| 7:25.30              | 快適生活ラジオショッピング                          | 年末年始は休止。 |
| 7:30:00              | 七時半の五七五                                      | リスナーから募集した川柳を紹介するコーナー。 徳光の判定によりホームランが出ると番組特製「3投流ペン」がプレゼントされる。 快適生活ラジオショッピングが休止になる場合はタイトルを改めた上時間を拡大して放送する。 |
| 7:31.00              | ニッポン放送ニュース・天気予報                      | |
| 7:33.30              | ニッポン放送交通情報（警視庁）                      | |
| 7:36.30              | エンディング                                        | リスナープレゼント当選者発表、エンディングトーク 「勝負一発!徳さんの夢プレゼント」にて徳光の馬券が的中した場合は、 夢プレゼントの当選発表を実施 聴取率調査週間時には、次放送枠番組である『八木亜希子 LOVE&MELODY』の 八木亜希子がスタジオ入りしてクロストークする場合がある。 但し、2020年以降は八木が休演し、聴取率調査週間時は収録分のため行って無い。 最後は徳光が川柳を一句詠んで締めくくる。 |

### 過去
2022年12月31日時点
| タイムテーブル 第1部 5時台 | タイムテーブル 第1部 5時台                          | タイムテーブル 第1部 5時台 |
| 時刻                       | 内容                                                | 備考 |
| -------------------------- | --------------------------------------------------- | --- |
| 5:00.00                    | オープニング                                        | |
| 5:07.00                    | 5時のニッポン放送ニュース・天気予報                 | |
| 5:12.00                    | 今週の「とくぅ」トピック                            | |
| 5:25.00                    | 心のともしび                                        | 内包番組ゾーン |
| 5:30.00                    | 5時間中継企画 東京遊びんピック                      | 身長が150cm台であるちっちゃすぎるレポーターひろたが、 さまざまな「大人の娯楽」に身体を張って挑戦する |
| 5:32.00                    | わが青春の歌謡曲                                    | 週替わりのアーティスト特集 |
| 5:49.30                    | ショウアップナイターTODAY                           | オフシーズン時は休止 |
| 5:52.00                    | Dr.トキコのお早うクリニック                         | 内包番組ゾーン 『栗村智 あなたと朝イチバン』からの継続扱い |
| 6時台                      |                                                     | |
| 時刻                       | 内容                                                | 備考 |
| 6:00.00                    | 6時台オープニング                                   | 2014年5月3日より冒頭は曲をかけているが、この後に放送される 「あの時代へズームイン!! 歌のトップ3」でピックアップする年に流行していた 洋楽からピックアップする。 |
| 6:05.30                    | 6時のニッポン放送ニュース・天気予報                 | |
| 6:07.00                    | 朝刊ウォッチング                                    | |
| 6:30.30                    | 5時間中継企画 東京遊びんピック Part2                | |
| 6:35.00                    | あの時代へズームイン!! 歌のトップ3                  | |
| 6:50.30                    | ニッポン放送ニュース・天気予報                      | |
| 6:56.30                    | ニッポン放送交通情報（警視庁）                      | |
| 7時台                      |                                                     | |
| 時刻                       | 内容                                                | 備考 |
| 7:00.00                    | 勝負一発!徳さんの夢プレゼント                       | |
| 7:05.00                    | スポーツ・ヒューマンストーリー                      | 同局の他番組でも構成されているスポーツ朗読コーナー 様々なアスリートの「隠れた感動エピソード」を紹介する また、聴取率調査週間時のゲストがスポーツ選手の場合は、 第2部のコーナーの前半扱いの時間尺に充てがう                                                                                                  |
| 7:17.00                    | 万葉倶楽部グループプレゼンツ 徳さんの私だけの記念日 | リスナーから、そのものズバリ「私だけの記念日」を受け付ける。 |
| 7:18.30                    | NEXCO東日本 サタデーモーニングインフォメーション    | 『ニッポン放送ニュース・天気予報』と『ニッポン放送交通情報（警視庁）』を内包し、 スポンサーCMを挟んで、「NEXCO東日本からのお知らせ」を 徳光が読み上げる |
| 7:26.00                    | 5時間中継企画 東京遊びんピック Part3                | |
| 7:29.00                    | リスナーメッセージ紹介                              | |
| 7:30.00                    | なるほど!ニッポン情報局                             | 内包番組ゾーン |
| 7:50.30                    | 快適生活ラジオショッピング                          | |
| 7:56.30                    | ニッポン放送交通情報（警視庁）                      | |
| タイムテーブル 第2部 8時台 |                                                     | |
| 時刻                       | 内容                                                | 備考 |
| 8:30.00                    | 第2部オープニング                                   | リスナーメッセージ紹介と後半の番組内容紹介 |
| 8:35.30                    | 5時間中継企画 東京遊びんピック Part3                | |
| 8:44.00                    | 万葉倶楽部グループプレゼンツ 徳さんの私だけの記念日 | |
| 8:50.30                    | ニッポン放送ニュース・天気予報                      | |
| 8:52.00                    | 首都高ルート情報                                    | |
| 8:56.30                    | ニッポン放送交通情報（警視庁）                      | |
| 8:57.00                    | 公営レースのご案内                                  | 公営レース情報コーナー |
| 9時台                      |                                                     | |
| 時刻                       | 内容                                                | 備考 |
| 9:00.00                    | とくモリ!歌謡ステージ                               | 1人若しくは1組のアーティストにスポットを当てるコーナー |
| 9:30.30                    | ニッポン放送ニュース                                | |
| 9:33.00                    | ニッポン放送交通情報（警視庁）                      | |
| 9:34.00                    | いきいきセカンドライフ                              | シニア世代に役立つ情報を伝えるコーナー 月1度、ケアコンサルタントの川上由里子へ加電し、解説して貰う |
| 9:43.00                    | 5時間中継企画 東京遊びんピック Part4                | |
| 9:49.00                    | 快適生活ラジオショッピング                          | |
| 9:54.30                    | ショウアップナイターTODAY                           | |
| 9:57.00                    | ニッポン放送交通情報（警視庁）                      | |
| 10:00.00                   | ザ・レジェンド 〜時代の挑戦者たち〜                 | 番組開始時に開始したコーナー ゲストとのトークコーナー |
| 10:25.00                   | いきいき元気                                        | 石川がスポンサーの担当者と送る通販コーナー |
| 10:28.00                   | ニッポン放送交通情報（警視庁）                      | |
| 10:30.00                   | ユミリーのとくモリ!風水                             | 直居が風水による診断を行う。 2012年7月より、毎週末のラッキーカラーを発表していた |
| 10:37.30                   | 史上最大!ウルトラシャウト!                          | 2013年11月6日放送分のテーマメッセージである「この際、怒鳴らせていただきます!」の 反響が大きかった事を鑑み、翌13日からレギュラーコーナー化 徳光が日テレ時代に担当していた、『アメリカ横断ウルトラクイズ』をオマージュし、 リスナーの怒りの丈を募り、徳光と石川がメガホンを用いてシュプレヒコールのごとく叫ぶ |
| 10:42.00                   | ニッポン放送天気予報                                | パーソナリティが気象情報読み上げる 事前収録の場合は当該時間担当のニュースデスク若しくは局アナウンサーが読み上げる |
| 10:44.00                   | ニッポン放送交通情報（警視庁）                      | |
| 10:46.00                   | エンディング                                        | スポンサープレゼント当選者発表とEDトーク また、ひろたと最後に中継を繋ぐ |

### 過去のコーナー
- それゆけ!栗奉行

『あなたと朝イチバン』の継続コーナー。栗村が時代劇専門チャンネルの、時代劇にまつわる様々な話題を紹介する、番組開始から2010年12月にて終了
- 聴いとく!ゴルフレッスン

2010年7月31日放送分にて「21世紀少年!オトナだって遊び隊」で福島のホールインワン企画挑戦後に生駒のゴルフレッスンコーナーをレギュラー化
- あなたへの遺言〜葉書一枚のメッセージ〜

番組開始時に開始したコーナー。家族、恋人、友人等々、今、伝えておきたい大切な人へのメッセージを、ハガキ一枚に綴って募る
- あの日、あの時

一週間のニュースを振り返り、徳光が一言ずつコメントをつぶやく。
- 平成オヤジ川柳「対決!川柳島」→ホームラン川柳[注 8]

リスナーから川柳を募り、徳光と対決。4本ヒットを放つか、1発ホームランを放つと、徳光が長嶋茂雄から貰ったと主張する「と金お守り」を再現した「と金ストラップ」をプレゼントしていた
- 日本全国うまいものとくモリ!

『おしゃべりキャッチミー』からタイトル改題後の継続コーナー。全国から名産品を取り寄せ、提供先と電話をつなぎ、リスナーにプレゼントしていた。
- 今週のグッド・ニュース
- ニッポン放送×文化放送 スペシャルコラボレーション

2012年8月5日から9月1日迄放送した、コーナー
サークルKサンクス協力のもと、『大竹まこと ゴールデンラジオ!』（文化放送）とコンビニ弁当の献立対決を行う。
また、番組双方の録音メッセージを流してコーナー進行していた
- 21世紀少年!オトナだって遊び隊

「遊び隊隊員」（リポーター）が、首都圏のお出かけスポットで様々なことにチャレンジしながらレポート。渋滞期間中は隊員も巻き込まれることもあるため、渋滞レポートとなる場合もあった。また、「梨狩り」や「松茸狩り」などのとき、隊員がゲットできた場合はその瞬間にリスナープレゼントとなった。
- 徳さんの新聞ひろい読み

コーナー冒頭では決まって読売ジャイアンツ応援歌「巨人軍の歌（闘魂こめて）」が流れ、必ず徳光による巨人への讃美または批判があってからコーナー本編へ。「ジャイアンツおやじ」としての一面が出てくるところでもある。2011年6月26日 - 9月10日まではスポンサーが付いたことで「徳さんの新聞ひろい読み」にタイトル変更していた。
2012年10月からは「スポーツ」と「エンタメ」の2部構成となり後半は石川が芸能面を紹介した。
- 週刊 徳スポ

2013年3月までの新聞コーナーのリニューアル版。徳光が編集長となって一週間のスポーツと芸能ニュースをまとめて振り返る
- 徳さんのスポーツ人情噺

『スポーツ人間模様』と同じ、アスリートの違う一面のエピソードを朗読するスポーツドキュメンタリーコーナー
- おもしろ交友録

徳光と面識の深い人物をゲストに迎える。
- ひろたみゆ紀の ぐるぐる人街めぐり

2013年4月から放送。通称「ぐる街」。首都圏の一つの街をピックアップして、ひろたが4時間半にわたって街の人との触れ合いや風景をつぶさにレポートする。
- （第1・第2週のみ）いのち なるほどトーク（2013年7月6日 - 2013年9月14日 インタビュアー：増山さやか）
- 高橋尚子 サインはQ
- 朝焼け!ほろり劇場

これまでの「スポーツ人情噺」のリニューアル版で、スポーツのみならず芸能人全般の思わず「ほろり」としてしまうエピソードを紹介する。
- 徳光和夫 とく得トーク

「おもしろ交遊録」の改題版でゲストコーナー。いろんな「得」となる話をとっくりと伺っていく。
- 德光和夫の一週間（2012年10月 - 2013年9月28日）

初期6時間時代には6時台に放送していた、「仕事に遊びに大忙しの徳さん」の一週間の出来事を振り返るコーナー。枠短縮の編成見直しでいったん終了したが、6時間に戻ったことで再び放送復活。
2013年1月19日までは「徳さんの一週間」というタイトル。
- 徳光和夫の「私だけが知っている!」（2013年7月27日 - 9月28日）

テレビ60年、アナウンサー生活の大半をテレビやラジオとともに接してきた徳光がまさに「自身しか知らないとっておきの裏話」を話すミニコーナー。
- 妻のかほり、夫のにほい（2013年7月6日 - 9月28日）

夫婦の喜怒哀楽エピソードを募り、それをもとに一つの話を作って徳光が朗読する。
- Dr.トキコのお早うクリニック - 2010年7月3日 - 2014年6月28日

体の悩みや相談にDr.トキコが答えるというもの。「栗村智 あなたと朝イチバン」より引き継ぎ。
- いきいきセカンドライフ（2013年7月6日 - 2014年6月28日）

老後をいきいきと過ごしている人のエピソードを紹介する。
開始からしばらくは6:16頃の放送であったが、2014年1月4日より9:35へ移動、2014年4月からは7:17へ移動した。
- ザ・レジェンド 〜時代の挑戦者たち〜

時代の寵児となった人、これから時代を築いて いくであろう人を招いて、その素顔に迫るゲストコーナー。
- 明日へつながるメッセージ（2015年2月14日 - 9月26日）

病気やケガで気持ちが落ち込み、心が弱っていた時に元気付けられた言葉やふれあいのエピソードと、想い出の1曲を募集する。
- ショウアップナイターTODAY

放送日の『ショウアップナイター』の中継カード事前情報を、現地の実況担当アナウンサーに電話を繋ぐコーナー。オフシーズン時および2021年度以降は休止。
- お聞きのアナタが出場者!テレフォンのど自慢（2020年6月20日 - 2021年3月27日）

聴取率調査週間に行った特別企画が好評だったためコーナー化。番組で募ったリスナーが、早朝から電話口でリスナーの十八番の歌唱を披露する。イントロ部分で徳光が歌謡番組でお馴染みの名調子でリスナーだけの「曲紹介」を行う。
- 徳さんとお坊さん（開始時期不明 - 2024年9月28日）

浄土真宗本願寺派に所属する僧侶がリスナーからの悩みや仏事の質問に答える。

## 特別番組
- 徳光和夫の今年もとくモリ! 初日の出放送局

2011年1月1日（5:00 - 10:50）
2011年の元旦特番として編成。また、9時からは同局地下2階に所在する「イマジンスタジオ」にて、同特番では5年振りに客入れの公開生放送を実施。9時の時報明けに鏡割りを実施し、生ライヴを行った
パーソナリティ：徳光、アシスタント：石川、リポーター：福島、酒井、五戸美樹（当時：ニッポン放送アナウンサー）、ゲスト：大道、安藤大輔（演歌歌手）、クミコ（歌手）

## コラボレーション

### ニッポン放送
- ナインティナインのオールナイトニッポン - イベントで実現した。

### 他局
- 大竹まこと ゴールデンラジオ!（文化放送） - コンビニ弁当対決で実現した。
- きこえタマゴ!（NHKラジオ第一） - 有楽町のスタジオと神南のスタジオを電話回線を結んで、年少者リスナー参加型ハモり企画で実現した。